# Minipera papillosa
Minipera papillosa is een zakpijpensoort uit de familie van de Molgulidae. De wetenschappelijke naam van de soort werd in 1974 voor het eerst geldig gepubliceerd door Claude en Françoise Monniot.